# Pyrenophora typhicola
Pyrenophora typhicola är en svampart som först beskrevs av Mordecai Cubitt Cooke, och fick sitt nu gällande namn av E. Müll. 1951. Pyrenophora typhicola ingår i släktet Pyrenophora och familjen Pleosporaceae.   Inga underarter finns listade i Catalogue of Life.